# 大连体育中心

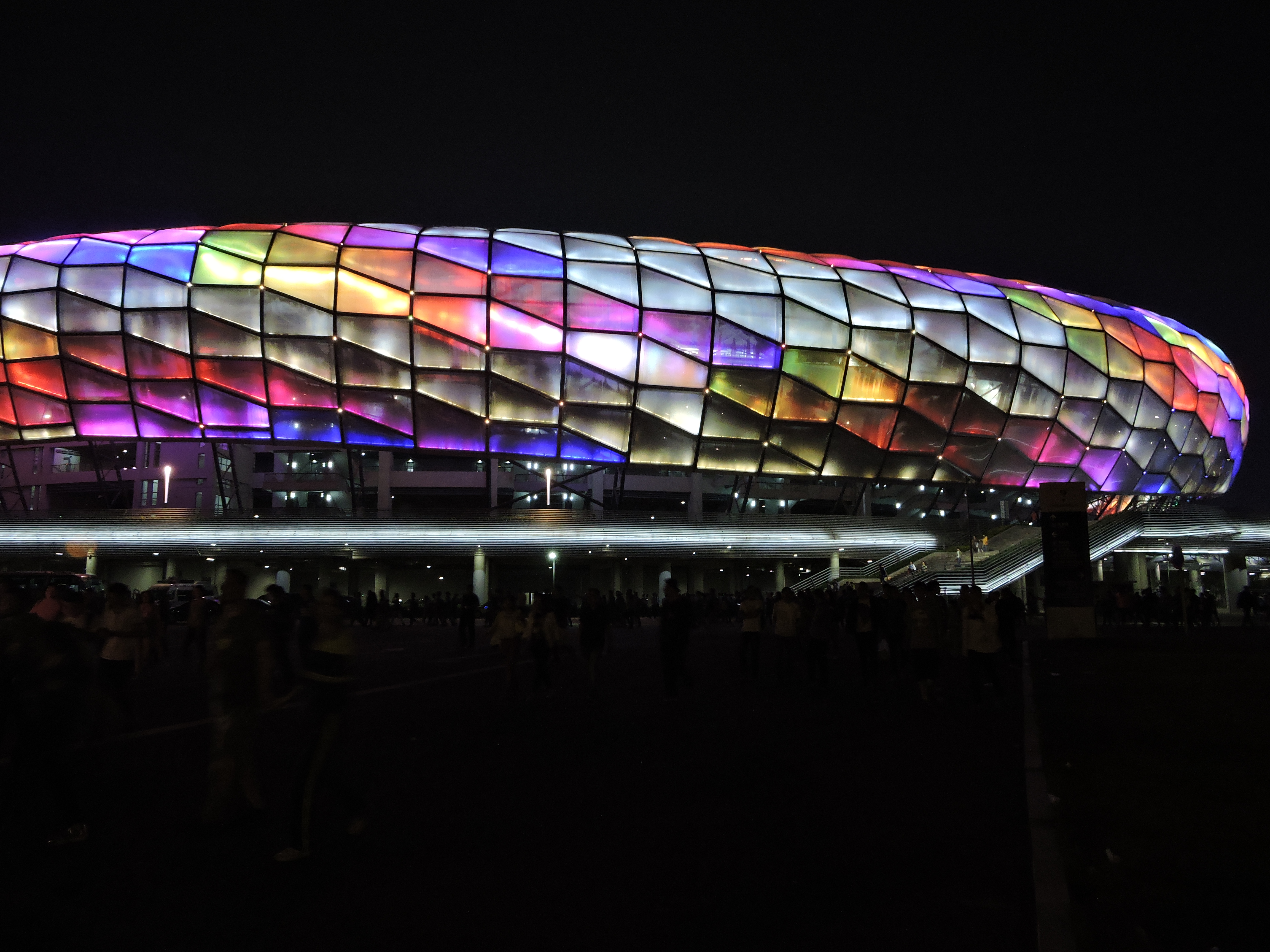
大连体育中心体育場

大连体育中心是中华人民共和国辽宁省大连市的一个综合体育场地，位于甘井子区西北路与岚岭路交会处，总占地面积82万平米。2012年上半年陆续竣工，可以满足国际级赛事的要求。2020年作为中超联赛大连赛区比赛场馆。

## 场馆
场馆包括体育场、体育馆、网球场、室内网球训练馆、棒球场、游泳馆、媒体中心、运动员训练基地的综合训练馆、运动员训练基地的室内田径馆、运动员训练基地的教育科研楼共10个单体场馆和设施，总建筑面积近50万平米。“三场两馆”为体育中心的核心部分，是指体育场、体育馆、网球场、棒球场和游泳馆。

### 体育场
2010年10月开工建设，占地面积13.5万平米，建筑面积12万平米，高6层，有6.1万个座位。可承办田径、足球等奥运会赛事以及大型活动演出。室外训练场地占地6万平方米。

### 体育馆
占地面积9.5万平米，建筑面积8.3万平米，有1.8万个座位，它是中国东北地区最大的多功能室内体育馆。为中华人民共和国第十二届全国运动会体操项目举办地。
2013年9月下旬，房地产商中升集团与大连星海湾开发建设管理中心、全球著名现场演出及体育赛事供应商AEG共同宣布，中升集团获得大连市体育馆冠名权。自此该体育馆正式更名为“中升文化中心”，中升文化中心于十月初开业。

### 网球场
占地面积10万平米，总建筑面积4.4万平米，高16.9米，单层。包括一个可容纳1万人的网球决赛场地、一座4片场地的室内网球训练馆、2个各容纳2000人的半决赛场地、预赛场地、训练场地，可承担网球世界顶级赛事。

### 棒球场

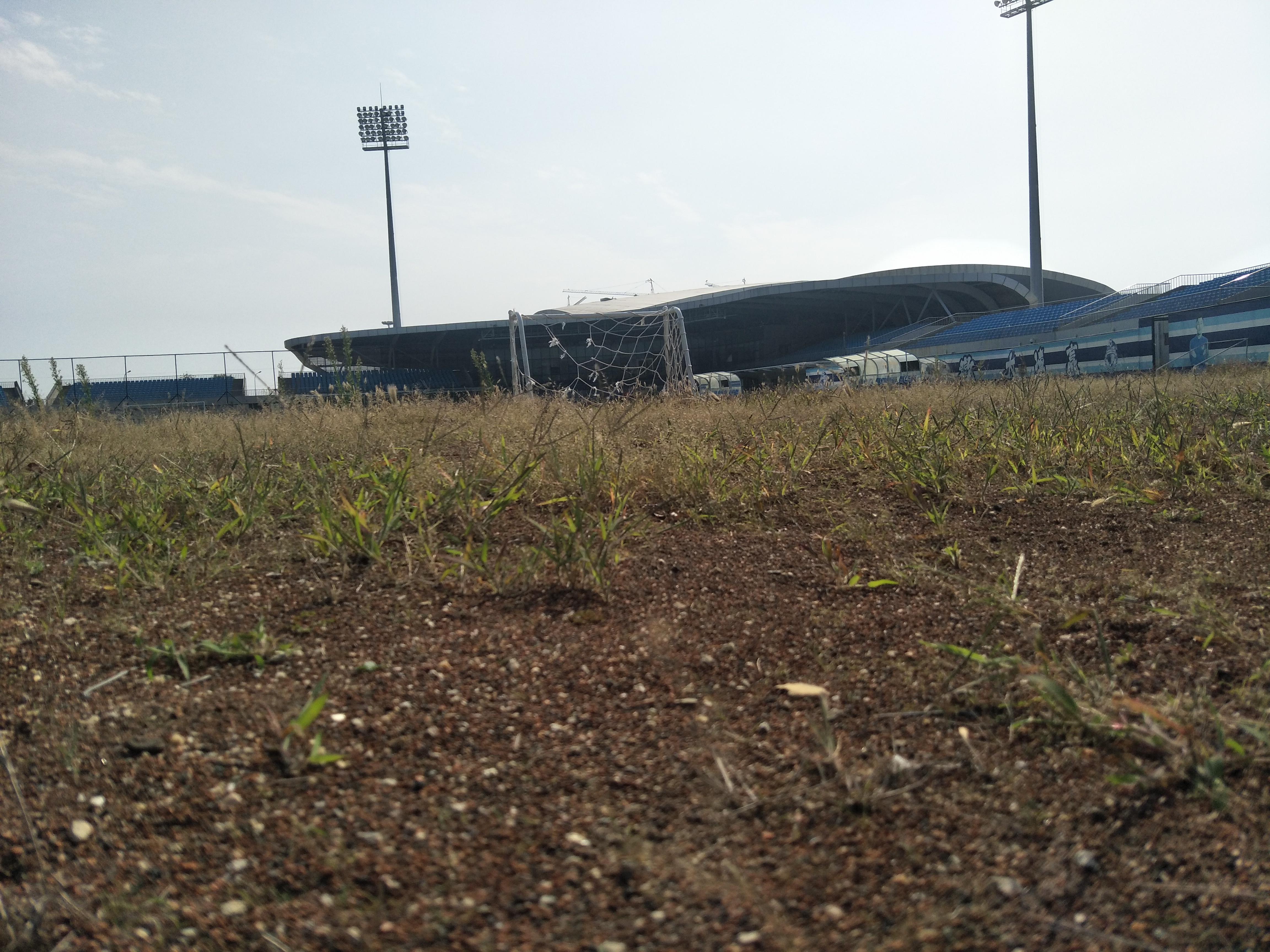
大连体育中心棒球场

2011年6月开工，占地面积4万平米，建筑面积1900平米，有3015个座位，可承担国际专业棒球赛事；棒球场地也可改造为一个标准垒球场。由于中国棒球不发达，缺少赛事，2018年起，作为大连一方的足球训练场地，场地亦重新划线。2019年起，承担部分大连一方预备队的赛事。

### 游泳馆
呈波浪造型，按照国际比赛标准设计。占地面积为4万平米，建筑面积3.7万平米，高度25米，设4200个坐席。设有10泳道50米标准游泳比赛池一个，标准跳水比赛池一个，8泳道50米训练热身池一个。可举办游泳、花样游泳、跳水和水球等项目比赛。

## 交通
体育中心周边道路是新山东路、岭西路、岚岭路、机场快速路等。目前机场快速路一期工程正在建设中。
体育中心南门外设有大连地铁2号线体育中心站，于2022年9月30日开通。

## 主要活動
大連體育中心體育場、体育馆等經常作為各類演出及商業演唱會及體育的舉辦場地。

### 體育比賽
- 2013年9月，中华人民共和国第十二届全国运动会体操比赛。
- 2014赛季起，作为大连一方的主场。
- 2017年10月28日，大连一方与保定容大的中甲联赛第30轮比赛在大连体育中心进行。大连一方已经提前夺冠，而保定容大则尚需一场胜利来争取保级。大连一方球员周挺开场不久因伤下场，保定容大在伤停补时阶段绝杀大连一方，但因保级竞争对手大连超越战平，保定容大最终仍降级。在赛后大连一方举行了夺冠庆典。
- 2018年11月11日，大连一方与长春亚泰的中超联赛第30轮比赛在大连体育中心进行。因事关大连一方的保级，且是与保级对手的直接对决，本场比赛被大连媒体渲染为“大连保卫战”。当天观众人数达到51666人，为大连体育中心之最。最终本场比赛大连一方2-0战胜长春亚泰，将对手送入中甲。
- 2019年7月27日，大连一方与山东鲁能的中超联赛第20轮比赛在大连体育中心进行。当天观众人数为52109人，超过此前大连保卫战的人数纪录，网上售票和现场售票均一票难求，体育中心附近车位亦爆满。现场还展示了周挺400场纪念tifo，最终大连一方1-0取胜[10]。
- 2019年8月15日，中超联赛第22轮比赛，大连一方主场0-2负于北京国安，比赛的第15分钟，现场4.2万名大连和北京球迷停止助威，共同点亮手机悼念此前去世的沃尔特·马丁内斯（亦称小马丁内斯，生前在北京国安穿15号球衣）。[11]

### 音乐演出
- 2013年2月7日，蔡琴《「新不了情」世界巡迴演唱會》
- 2013年11月15-16日，劉德華《Always中国巡回演唱会》[12]
- 2014年4月19日，李宗盛《「既然青春留不住」世界巡迴演唱會》
- 2014年6月21日，汪峰《峰暴来临 超级巡回演唱会》
- 2014年7月12日，周杰伦《魔天伦 世界巡回演唱会》
- 2014年7月23日，邓紫棋《G.E.M. X.X.X. LIVE 世界巡回演唱会》
- 2014年9月6日，陳奕迅《EASON's LIFE世界巡迴演唱會》
- 2014年10月5日，李宇春《Why Me 演唱会》
- 2014年10月12日，崔健《“蓝色骨头”巡回演唱会》
- 2014年11月15日，陶喆《“小人物”狂想曲 世界巡迴演唱會》
- 2015年6月27日，孫燕姿《克卜勒世界巡迴演唱會》
- 2015年7月4日，張信哲《“還愛光年”世界巡迴演唱會》
- 2015年9月19日，蔡琴《「海上良宵」巡迴演唱會》
- 2015年10月24日，蔡依林《Play世界巡迴演唱會》
- 2015年11月21日，刘若英《我敢世界巡回演唱会》
- 2015年12月12日，蔡琴《「海上良宵」巡迴演唱會》安可場
- 2015年9月30日，张惠妹《乌托邦世界巡城演唱会》
- 2016年3月26日，梁靜茹《你的名字是愛情 世界巡迴演唱會》
- 2016年3月26日，梁静茹20你的名字是爱情世界巡回演唱会】
- 2016年5月21日，鄭伊健、陳小春、謝天華、錢嘉樂、林曉峰《一起兄弟 歲月友情全國巡迴演唱會》
- 2016年6月26日，BIGBANG“MADE V.I.P”歌迷见面会
- 2016年7月2日，李健《“看见李健”巡回演唱会》
- 2016年8月6日，田馥甄《如果世界巡回演唱会》
- 2016年8月27日，周杰伦《地表最强世界巡回演唱会》
- 2016年9月3日，动力火车《下一站世界巡回演唱会》
- 2016年10月8日，陳奕迅《ANOTHER EASON's LIFE 世界巡迴演唱會》
- 2016年10月22日，李榮浩《有理想世界巡迴演唱會》
- 2016年12月17日，张杰《我想世界巡回演唱会》
- 2017年4月22日，薛之謙《“我好像在哪见过你”巡回演唱会》
- 2017年4月29日，五月天《LIFE人生無限公司巡迴演唱會》
- 2017年6月9日，林宥嘉《THE GREAT YOGA 世界巡迴演唱會》
- 2017年11月25日，伍佰《搖滾全經典之全面對決演唱會》
- 2017年12月1-3日，張學友《A CLASSIC TOUR 學友.經典世界巡迴演唱會》
- 2017年12月9日，張韶涵《純粹世界巡迴演唱會》
- 2017年12月23日，鄧紫棋《G.E.M. Queen Of Hearts 世界巡迴演唱會》
- 2018年5月5日，林俊傑《聖所世界巡迴演唱會》
- 2018年7月14-15日，周杰伦《地表最强2世界巡回演唱会》
- 2018年9月20日，羽·泉《二十 20周年巡回演唱会》
- 2018年11月3日，莫文蔚《絕色莫文蔚25周年世界巡迴演唱會》
- 2019年4月27日，李榮浩《年少有為世界巡迴演唱會》
- 2019年8月31日，楊千嬅 《My Beautiful Live 楊千嬅世界巡迴演唱會》
- 2019年12月28日，楊坤 《Forever YANG全球巡迴演唱會》
- 2023年8月19日，李榮浩《縱橫四海世界巡迴演唱會》
- 2023年9月23日，梁靜茹《當我們談論愛情世界巡迴演唱會》
- 2024年1月6日，王心凌《SUGAR HIGH世界巡迴演唱會》
- 2024年5月10-11日，邓紫棋《I AM GLORIA 世界巡回演唱會》
- 2024年5月25-26日，薛之謙《“天外来物”世界巡回演唱会》
- 2024年8月30-9月1日、9月6-8日，陳奕迅《Fear and Dreams世界巡迴演唱會》
- 2024年11月22-24日，張學友《张学友60+巡回演唱会》